# Emőd (település)
Emőd kisváros Borsod-Abaúj-Zemplén vármegye Miskolci járásában.

## Fekvése
Miskolctól 22 kilométerre délre helyezkedik el. A közvetlenül határos települések: észak felől Nyékládháza, északkelet felől Hejőkeresztúr, kelet felől Hejőszalonta, délkelet felől Hejőpapi és Igrici, dél felől Mezőcsát, délnyugat felől Csincse, nyugat felől Vatta, északnyugat felől pedig Harsány és Bükkaranyos. Különálló településrésze Istvánmajor, a déli határában.

### Megközelítése
Legfontosabb közúti megközelítési útvonala a 3-as főút, mely a belterületén is végighúzódik délnyugat-északkeleti irányban. Külterületei között áthalad az M30-as autópálya is, a sztrádát és a 3-as főutat pedig a 302-es főút kapcsolja össze. Központját Bükkaranyossal a 2514-es út, Istvánmajorral pedig a 36 102-es számú mellékút köti össze; országos közútnak számít még a belső útjai közül a 25 118-as számú mellékút.
A hazai vasútvonalak közül a Budapest–Sátoraljaújhely-vasútvonal érinti, melynek egy megállási pontja van a határai között; Emőd vasútállomás a belterület délkeleti szélén helyezkedik el, közúti elérését a 33 308-as számú mellékút teszi lehetővé.

## Története
A település már a honfoglaláskor létezett, nevét, mely az azonos személynévből ered, Anonymus említi először.
1205: A Váradi Regestrum szerint Emőd birtokosa ekkor Emődi Miklós volt.
1270: Tizedlajstrom említi a község nevét, Emeud alakban.
1271: Az Ákos nemzetségbeli Ernye tűnik fel Győr (Diósgyőr) birtokosaként, várbirtokának tartozéka lett Emőd.
1276: Emőd birtokosa: Emődi Farkas.
1281: Emőd birtokosa: Emőd Tamás, majd halála után mostohafiai: Mihály és Opud.
1290: Emőd a vattai járáshoz tartozott.
1301–1316: Az Árpád-ház kihalása után Emőd, a Diósgyőri várbirtok részeként a király tulajdonába került. A település szőlőhegyei közül már ismertek voltak a Szügy (vagy Szűcs) és a Beke-féle szőlőföldek.
1331: Első írásos adat az Annálésliben (évkönyvben) az emődi plébániáról.
1332: A Szent István király tiszteletére emelt emődi templom 5-6 garas pápai tizedet fizet.
1387: Emőd egy részét az újonnan alakult sajóládi kolostor tartozékaként említik.
1390: Emőd területén Bikki (Biky) János nemesbikki birtokosnak voltak ebben az időben szőlőföldjei.
1405: Emőd kiszakadt a diósgyőri váruradalomból, majd mezővárosi rangot nyert, amit 1871-ig tarthatott meg.
1436: Emőd zálogbirtokként Rozgonyi Péter egri püspök valamint Losonczy István temesei főispán tulajdonába került.
1444: Emőd rövid időre a Paloczy család zálogbirtoka lett.
1454: Házasság jogcímén Perényi János királyi kincstárnok szerezte meg a mezővárost.
1519: Emőd város Kanizsai Dorottya és fia, Perényi Péter és Ferenc birtokába került.
1544: Egy császári adózó lajstrom szerint Emőd a IV., vattai járáshoz tartozott. Egy török támadás miatt az Árpád-kori település megsemmisült, a lakosság nagy részét bilincsbe verve elhurcolták, a házakat kifosztották és felégették.
1546: Az adójegyzék szerint Emőd város birtokosa Perényi Gábor.
1550: Emőd földesura Báthory István országbíró. Az adózás alól felmentést kaptak azok, akik a leégett házak helyébe újakat építettek.
1570: Báthory István halála után Porgách Zsigmond, majd felesége, Losonczy Anna volt a település birtokosa.
1576: Perényiek ideje alatt elterjedt a protestáns vallás, felépült az önálló református egyház temploma. A bordézsma október 31-i összeírásakor már 49 személyről számoltak be. A város bírója Benne (Bene) Gergely, esküdtjei Teky Benedek és Szabó Vincze voltak.
1582: Az adóösszeírás szerint a török basának Emőd 300 forint fejadót fizetett, kezdetben Budára majd később Hatvanba.
1585: Éhínség pusztított Emődön és környékén.
1596: Vereséggel végződő keresztesi csata, Eger eleste. Emőd az egri basa hatalmi körzetébe került, a vattai járás (ahova Emőd is tartozott) megszűnt.
1612: Emőd települést megvásárolja a Rákóczi-család. Birtokosai lettek: Rákóczi Zsigmond, György, Pál és Julianna.
1616: Emőd mezővárost a miskolci járáshoz csatolták, a vattai Perjések elpusztulása miatt.
1618: A szőlőültetvények nagy része a rossz időjárás miatt elpusztult.
1662-től: Pestisjárvány tizedelte Emőd lakosságát (egészen 1679-ig).
1675: Egy császári had 2-3 hónapon át táborozott Emődön. A sereg ellátása nagyon megviselte a település lakosságát. A katonák zaklatásai miatt szinte kiürült a település.
1689: Ekkor készült Emőd első ismert pecsétnyomója.
1693: Sáskajárás tette tönkre Emőd határait.
1706: Rabutin császári generális erős serege Emőd közelében csapott össze Károlyi Sándor kurucaival. A csata után a labancok mérhetetlen kárt és pocséklást okozva feldúlták a borospincéket is.
1709: Újból pestisjárvány tizedelte meg Emőd lakosságát.
1715–1720: Egy országos összeírás szerint Emődöt ebben az időben 90-95 család lakta.
1718: Jégverés, majd aszály pusztított.
1720: Rákóczi Julianna barokk stílusban kastélyt építtetett Emődön.
1721: Pálinka Patika[pontosabban?][forrás?] nyílt Emődön, Mezőcsát után a másodikként.
1725: Tavasszal a patakok kiáradtak, kora ősszel pedig olyan szörnyű jégverés volt, hogy emődi szőlőhegyen nem maradt termés.
1735: Emődön római katolikus parókia létesült.
1736: Több tót (szlovák) származású család telepedett le Emődön.
1737: A település egyik részének birtokosa, Fáy Gábor királyi tanácsos katolikussá lett és Erdődy püspök közreműködésével elindította a katolikus vallás helyi restaurálását.
1738: Krisztus mennybemenetelének tiszteletére plébánia létesült.
1745: Egerben megalakult a vármegye negyedik járása és Emődöt is hozzá csatolták.
1746: Emőd város összesen 871 lakosából ekkor már 217 volt szlovák, 174 pedig rutén nemzetiségű.
1748: Sáskák pusztították el a község határában lévő termés nagy részét.
1756: Veréb- és nyúlinváziót jegyeztek fel.
1763: A szőlők és gyümölcsösök teljesen lefagytak.
1769: Római katolikus és református iskola épült Emődön.
1770: Mária Terézia úrbéri rendezési ívei alapján Emőd jelentős része a Fáy és a Török família tulajdonában volt. 218 családot írtak össze.
1773: Esterházy püspök felszólítására kijelölték a felépítendő katolikus templom telkét.
1774: Jóváhagyták a katolikus templom tervét és megkezdték az építését.
1785: A katolikus templom félig elkészült.
1795: Elkészült a katolikus templom tornya, amit haranggal is elláttak.
1800: Emőd földesurai: Erdődy György, Fáy Ágoston és özv. Fáy Barnabásné.
1811: Felépült a református templom a tornyával együtt, késő barokk stílusban.
1818: A református egyház 180 kg-os harangot vásárolt Egerből.
1835: Jégeső verte el a Bükkalját. Október 15-én pedig erőteljes földrengés volt észlelhető.
1836: Májusban olyan fagy volt, hogy a vetések és a szőlők mind elpusztultak.
1837–1840: A lakosságot tífusz- és kolerajárvány tizedelte. Az orvosok és a hatóságok teljesen tehetetlennek bizonyultak.
1851: Emődön 15 kézműves mestert írtak össze.
1860: A római katolikus hitközség orgonát vásárolt a templomába.
1866: Kolerajárványban százával pusztultak el az emberek.
1860-as évek: Ebben az időben épült a Budapestet Miskolccal összekötő, országosan kiemelt vasútvonal, mely Emődön is keresztülhalad.
1871: Emőd városból nagyközség lett.
1882: Nagy tűzvész pusztított Emődön, ami még emberáldozatot is követelt. A református templom is leégett.
1884: A vármegye járásainak átszervezése után Emőd a mezőcsati járáshoz került.
1896: A fokozatosan jelentkező filoxéra (szőlőgyökértetű) a szőlőskerteket teljesen kipusztította.
1911: Felépült a magtár épülete.
1914–1918: I. világháború: I. Ferenc József király 1914. július végén hadseregét harcba szólítja. Az emődi fiatalok zöme a 34-es gyalogezredbe került. A településről 470 katona vett részt az I. világháborúban, közülük 95 fő halt hősi halát, 34 pedig enyhébb-súlyosabb fokú hadirokkant lett.
1915: Súlyos cserebogár-inváziót jegyeztek fel.
1917: Emődön forradalmi megmozdulás bontakozott ki.
1918: November 1-én nagyarányú parasztmegmozdulás alakult ki. A zavargásokban az egész falu népe részt vett (kb. 150-200 fő). Vezetőkként Bodnár Antal és testvére, András, valamint Vascsák Ferenc volt 34. ezredbeli katona játszottak szerepet; a későbbiekben Szabady Gabriella vette a kezébe az események irányítását. Feltörték a falu élelmiszer-raktárát, amiből négy vagon lisztet és 14 mázsa cukrot mértek ki a lakosságnak, majd kirabolták a bírót, a jegyzőt, és több vagyonos gazdát. Az események hatására Emődről a község vezető rétege (a bíró, az intéző és a birtokosok zöme) elmenekült. A parasztmegmozdulás leverésére először Nagy László és Horváth Károly 10. honvédezredbeli hadnagyok mentek ki 20 emberrel, de a 150 főnyi túlerővel szemben nem tudtak mit kezdeni. Ezért Miskolcról kivezényelték még Ditrich Sándor századost további 50 katonával, ám még az így megnövekedett létszám sem bírt a forradalmi tömeggel. Az őszirózsás forradalom emődi parasztmegmozdulásnak 3 halottja, 4 súlyos sebesültje és számos könnyebb sérültje lett, 22 főt tartoztattak le, valamint Vascsák Ferencet, aki nem adta meg magát a csendőröknek, üldözés közben lelőtték.
1918: November 2. Emődön megalakult a Nemzeti Tanács. Az 50 fős legénysége és 2 tisztje az új kormányra letették az esküt.
1920: Dalárda alakult Kubassy, majd Urbán Gyula tanítók vezetésével.
1921: Erdődy Rudolf birtokából „vagyonváltság” címen 284 házhelyet osztottak ki.
1924: Felavatták az I. világháborús emlékművet. A háborúban résztvevőknek 1-5 hold „proletár földet” osztottak ki. Levente egyesület alakult.
1925: Tavaszi hóolvadáskor nagy árvíz volt. Két tanerős, egy tantermes községi és négy tantermes római katolikus iskola építésébe kezdtek.
1930: Új postahivatal építése indult meg.
1936: Nagy jégverés pusztított a határban.
1938: Emőd villamosításának éve.
1943: A derenki lakosság nagy részét Emőd-Istvánmajorba telepítették.
1944: Emőd önálló jegyzőséggel rendelkező nagyközség lett.
1944: November 5-6-án a szovjet csapatok átkeltek a Tiszán, Tiszakeszi és Ároktő térségében. Előrenyomulásuk igen erőteljes volt: az előőrsök már november 7-én elérték Emőd déli részét, ahol (a kenderföld és állomás környékén) heves harcokat vívtak a német csapatokkal. A csatározás következtében a szovjet csapatok kétszer is elfoglalták Emőd déli részét, a 3-as főútig is eljutottak, de az erős német nyomás miatt többször is kénytelenek voltak visszavonulni. A szovjet hadvezetés a község elleni támadásokat ideiglenesen beszüntette, mivel ki akarták várni, amíg északról, Harsány és Bükkaranyos felől is támadásba tudnak lendülni. November 12-én elfoglalták Harsányt és így a szovjet és román csapatok közös átfogó harc eredményeként 1944. november 15-én kiszorították a német és magyar csapatokat a községből. A harcok során áldozatul eset több száz katonán kívül 54 polgári személy, köztük gyermekek is. A községben 20 lakóház teljesen leégett és a református templom tornyát is tüzérségi találat érte. A visszavonuló német csapatok felgyújtották a Rákóczi iskolát amelyben előzőleg üzemanyagot tároltak.
1945: Január 28-án Emőd községében is megalakult a nemzeti bizottság.
1945: Április 10-én az Emődön működő pártok a Kommunista Párt, a Szociáldemokrata Párt és a Független Kisgazdapárt voltak.
1948: Termelőszövetkezeti csoport alakult.
1949: Október 1-jén új termelőszövetkezetek alakultak Emődön. A községi könyvtár és a népművelési tevékenység megkezdte munkáját.
1950: Emőd Községi Tanács létrejötte, a Végrehajtó Bizottság megalakulása. Létrejött az Emőd és Vidéke Földműves Szövetkezet is.
1951: A községben megnyílt az első óvoda és a kultúrotthon.
1956: Október 24-én itt is forradalmi megmozdulásokra került sor, aminek során a településen egyetlenegy lövés dördült el.
1958: Augusztus 20-án felavatták a 8 tantermes általános iskolát.
1958: Megépült a mikrohullámú átjátszó lánc helyi állomása.
1968: A 8 tantermes iskola udvarán 1000 m² bitumenes sportpálya épült.
1970: Emődből nagyközség lett és közvetlen megyei irányítás alá került. Lakosságszáma ekkor 6570 fő volt.
1971: Megszűnt a Mezőcsáti Járási Tanács. Költségvezetési üzem alakult (GAMESZ). Megkezdte működését a zene- és a kisegítő iskola, valamint az Idősek Napközi Otthona 20 férőhellyel. Egészségügyi kombinált épület is létesült, a fogorvosi ellátás is biztosítottá vált.
1972: A Pince klub hivatalos megnyitása.
1979: Megépült a mai polgármesteri hivatal épülete.
1980: A helyi ÁFÉSZ támogatásával énekkar alakult.
1984: A csecsemők és gyermekek egészségügyi ellátásának megszervezése.
1986: Diák Sportegyesület alakult.
1991: Körzeti rendőrőrs alakult.
1992: Korszerű orvosi ügyeleti szolgálat indult.
1993: A gázmű építésének kezdete. Elkészült az általános és szakiskola. Beindult a kommunális szilárd hulladék gyűjtése. Megalakult az Emőd Nagyközség Községgondnoksága a GAMESZ jogutódjaként. Megtörtént a település új jelképeinek, címerének és zászlajának ünnepélyes felszentelése.
1994: Önálló zeneiskola alakult és letették a görögkatolikus templom alapjait.
1998: A görögkatolikus templom felszentelése.
1999: Megalakult az Emődi Nagycsaládosok Egyesülete.
2001: Megépült a szennyvízelvezető csatornarendszer.
2001: Július 1-ei hatállyal Emőd nagyközségnek városi címet adományozott a Magyar Köztársaság elnöke. Még ugyanazon a nyáron, augusztus 19-én lezajlott a városavató ünnepség is.

## Közélete

### Polgármesterei
- 1990–1994: Lehóczki István (MDF)[3]
- 1994–1998: Lehóczki István (MDF)[4]
- 1998–2002: Lehóczki István (MDF)[5]
- 2002–2006: Lehóczki István (MDF)[6]
- 2006–2010: Lehóczki István (Nemzeti Fórum)[7]
- 2010–2014: Lehóczki István (KDNP-Fidesz-Nemzeti Fórum)[8]
- 2014–2015: Pocsai Enikő (független)[9]
- 2016–2019: Fekete Tibor (független)[10]
- 2019–2024: Fekete Tibor (független)[11]
- 2024– : Bódi Csaba (független)[1]

A településen 2016. február 28-án időközi polgármester-választást (és képviselő-testületi választást) tartottak, az előző képviselő-testület önfeloszlatása miatt. A választáson a hivatalban lévő polgármester is elindult, de három jelölt közül csak a második helyet tudta elérni.

## Népesség
A település népességének változása:
| Lakosok száma | 4932 | 4854 | 4785 | 4666 | 4727 | 4750 | 4739 |
|               | 2013 | 2014 | 2015 | 2021 | 2022 | 2023 | 2024 |

2001-ben a település lakosságának 98%-a magyar, 2%-a cigány nemzetiségűnek vallotta magát.
A 2011-es népszámlálás során a lakosok 88,2%-a magyarnak, 3,6% cigánynak, 1,4% lengyelnek, 0,3% németnek, 0,2% románnak mondta magát (11,7% nem nyilatkozott; a kettős identitások miatt a végösszeg nagyobb lehet 100%-nál). A vallási megoszlás a következő volt: római katolikus 45,9%, református 16,7%, görögkatolikus 3,7%, felekezeten kívüli 8,7% (23,8% nem nyilatkozott).
2022-ben a lakosság 91,2%-a vallotta magát magyarnak, 2,2% cigánynak, 0,9% lengyelnek, 0,3% németnek, 0,2% románnak, 0,1% ruszinnak, 1,8% egyéb, nem hazai nemzetiségűnek (8,7% nem nyilatkozott; a kettős identitások miatt a végösszeg nagyobb lehet 100%-nál). Vallásuk szerint 32,6% volt római katolikus, 14% református, 2,8% görög katolikus, 0,7% egyéb keresztény, 12,1% felekezeten kívüli (36,8% nem válaszolt).

## Híres emődiek
- Szakállas Zsolt - absztrakt expresszionista festő, szürrealista, dadaista költő (1965- )

## Nevezetességek
- Rhédey-kastély
- Fekete Péter Manufaktúra - Sörfőzde
- Tájház
- Emődi Horgásztó
- Pincegyep